# 暹羅錫杖
暹羅錫杖，是台灣卑南族傳說中由卑南王比那賴（Pinadray/Pinaday）所持有的神器，能夠給他人降下瘟疫。

## 能力
據說只要拿著暹羅錫杖並在一處部落或地區的外圍唸著特定的咒語，就可以讓該地區在三天之內發生嚴重的瘟疫。

## 傳說
在清領時期道光年間，卑南王是台東地區最強的地方勢力。而在某天，有一艘從暹羅（泰國）來的船在海上遇難，因此派人向他求救，卑南王也很快答應並帶人救下了船上的船員，為了感謝他，其中一位船員便把暹羅錫杖送給他並教他咒語巫術的使用方法。在那之後，卑南王便藉由暹羅錫杖的能力威嚇或征服其他不服從他的部落，其他人怕被降災，因此紛紛進貢臣服。